# Милко Бичев
Милко Петров Бичев е български архитект, изкуствовед.

## Биография
Милко Бичев е роден на 27 май 1897 година във Варна. Завършва математика през 1920 г. в Софийския университет. Завършва архитектура във Висшето техническо училище в Дрезден (1925), като същевременно учи и история на изкуството. След завръщането си в България работи като архитект в БДЖ през 1925 – 1932 г.
През периода 1932 – 1935 г. е лектор по архитектура в Художествената академия в София. До 1947 г. е главен архитект и началник отдел в Софийската община. Преподавател на първите студенти архитекти, като доцент по История на архитектурата на Възраждането и Новото време (1947 – 1951) в Държавната политехника. От 1951 година е редовен професор и ръководител на катедра „История и теория на архитектурата“ в Архитектурния факултет.
Удостоен е с почетното звание „заслужил деятел на културата“ (1969).

## Памет
На Милко Бичев е наречена улица в квартал „Подуяне“ в София (Карта).
- Паметна плоча на арх. Милко Бичев
- Домът на ул. „Герлово“ № 15 в София